# Джорди Санчес
Жорди Санчес Сарагоса (на испански: Jordi Sánchez Zaragoza) е испански актьор. Известен е с ролята си на Антонио Ресио в ситкома „Новите съседи“.

## Биография и творчество
Жорди Санчес е роден на 13 май 1964 г. в Барселона, Испания. Завършил е Автономния университет в Барселона.
Играе и продуцира няколко пиеси. Някои от пиесите му са представени в Барселона и Мадрид, Англия, Чили, Перу, Панама, Еквадор, Уругвай, Швеция, Дания, Ню Йорк (САЩ), и др.
През 2002 г. печели награда за Най-добър телевизионен актьор. Публикува книга за автобиографични разкази „Хората, които ме намериха“. Участва във фестивали, в киното, театъра и др.

## Филмография
| Година         | Сериал              | Роля                                       |
| -------------- | ------------------- | ------------------------------------------ |
| 1998           | „Лаура“             | Дани Перес                                 |
| 1999 – 2002 г. | „Скици“             | Хосе Лопес (сценарист, режисьор и актьор)  |
| 2002 г.        | „Комисар“           | Спец. участие (1 епизод)                   |
| 2003 г.        | „Щурите съседи“     | Салва Вияйехо (1 епизод)                   |
| 2006 г.        | „Божествен“         | Ману (главен герой)                        |
| 2007 г.        | „Централна болница“ | Родриго (1 епизод)                         |
| 2007 г. –      | „Новите съседи“     | Антонио Ресио (главен герой – 157 епизода) |
| 2011 г. –      | „Искате ли повече?“ | Рамон                                      |
| 2015 г.        | „Цитира“            | Францес                                    |